# روث لورانس
روث لورانس (بالإنجليزية: Ruth Lawrence)‏ هي رياضياتية بريطانية، ولدت في 2 أغسطس 1971 في برايتون في المملكة المتحدة.